# Jacques Spagnoli
Jacques Spagnoli (8 gennaio 1914 – 5 maggio 2002) è stato un calciatore svizzero, di ruolo attaccante.

## Carriera

### Nazionale
Ha collezionato 8 presenze con la propria Nazionale.